# Pelvis

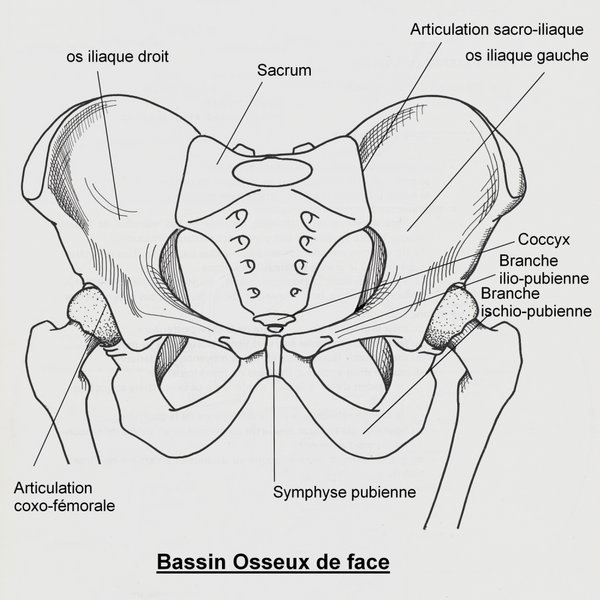

Pelvis, derivat din cuvântul latin pentru „bazin”, este o structură anatomică sub formă de pâlnie, întâlnită la cele mai multe vertebrate. Numele de pelvis se folosește atât pentru
- structura osoasă care conectează baza coloanei vertebrale la capătul superior al picioarelor din spate (la om, capătul superior al picioarelor), numit și pelvis osos, formată din oasele coxale (iliace) laterale, osul sacral și coccis,

cât și pentru
- regiunea (cavitatea) situată în partea inferioară a abdomenului, la capătul trunchiului, constituită din oasele iliace.

Mușchii și țesutul de deasupra pelvisului osos sunt cunoscute drept plafonul pelvian. Epifiza rotunjită a femurului, numită capul femurului, se articulează cu oasele coxale (iliace) pe fața exterioară a acestora printr-o cavitate curbată numită cavitatea cotiloidă (articulația coxo-femurală).
Pelvisul se împarte într-un etaj superior (marele bazin) și unul inferior (micul bazin). Stabilirea diametrului pelvisului (pelvimetrie) este utilă în obstetrică.

## Legături externe
- „Pelvis” la DEX online